# Рене Школяк
Рене Школяк (словац. René Školiak; народився 28 січня 1979 у м. Ліптовски Мікулаш, ЧССР) — словацький хокеїст, центральний нападник. 
Вихованець хокейної школи ХК «32 Ліптовски Мікулаш». Виступав за ХК «32 Ліптовски Мікулаш», «Слован» (Братислава), ХК «36 Скаліца», ХК «Дубниця».
У складі національної збірної Словаччини провів 25 матчів (1 гол).
Чемпіон Словаччини (2003). Володар Континентального кубка (2004).
Брат: Міхал Школяк.